# Caponina papamanga
Caponina papamanga  (лат.) — вид мелких пауков рода Caponina из семейства Caponiidae. Южная Америка: Бразилия (Пара (штат), Белтерра). Длина самца 3,1 мм; карапакс — 1,15 мм; имеют 4 глаза (как у Caponina testacea). Просома и ноги коричневатые; брюшко серое.
Вид Caponina papamanga был впервые описан в 2013 году бразильским арахнологом Антонио Домингосом Бресковитом (Antonio Domingos Brescovit , р.1959; Бразилия, Институт Бутантан) и кубинским зоологом Александром Санчес-Руисом (Alexander Sánchez-Ruiz; Centro Oriental de Ecosistemas y Biodiversidad, Museo de Historia Natural «Tomás Romay», Сантьяго-де-Куба, Куба). Caponina papamanga включён в состав рода Caponina Simon, 1891 вместе с Caponina chinacota, Caponina cajabamba, Caponina chilensis, Caponina tijuca, Caponina sargi и другими видами. Название вида C. papamanga связано с прозвищем местных жителей из муниципалитета Белтерра, которые выращивают манго и где обнаружена типовая серия.